# Eolosicone
Eolosicone è l'ultima commedia teatrale del comico greco Aristofane, con cui chiuse la carriera nel 387 a.C. e di cui restano solo 16 frammenti nell'edizione Kassel-Austin dei Poetae Comici Graeci.

## Trama e datazione
Si presume probabilmente che il poeta facesse mettere in scena la commedia al figlio Ararote, come il Cocalo e che avesse vinto l'agone.
Il titolo è un composto tipicamente comico, volendo rappresentare Sicone che recitava la parte di Eolo. La tragedia Eolo da cui si dice che il comico abbia preso spunto era l'omonimo e celebre dramma euripideo, rappresentato prima delle Nuvole, che anche nella Pace, nelle Tesmoforiazuse, nelle Rane forniva materiale per numerosi scherzi; tra l'altro, delle commedie intitolate Eolo sarebbero poi state scritte dai commediografi Antifane ed Erifo. 
Sicone sarebbe, forse, il nome di un cuoco, tra gli inventori dell'arte culinaria, anche perché come tipico nome di cuoco viene utilizzato nel Dyskolos di Menandro. Della trama non si può dire nulla dai 16 frammenti rimasti; sembrerebbe, secondo le testimonianze antiche , che fosse priva di canti corali e anticipasse alcune soluzioni della Commedia di Mezzo. Tuttavia, poiché di cori restano evidenti citazioni, sembra che ci fossero canti e danze di due cori, uno di donne, l'altro di uomini.